# Гергей Кішдєрдь
Гергей Кішдєрдь (угор. Gergely Kisgyörgy; нар. 8 березня 1976) — колишній угорський тенісист.
Найвищу одиночну позицію світового рейтингу — 301 місце досяг 19 червня 2000, парну — 109 місце — 16 лютого 2004 року.
Найвищим досягненням на турнірах Великого шолома було 2 коло в парному розряді.

## Титули на челленджерах

### Парний розряд: (7)
| Ранг | Рік  | Турнір                       | Покриття | Партнер            | Суперники                             | Рахунок            |
| ---- | ---- | ---------------------------- | -------- | ------------------ | ------------------------------------- | ------------------ |
| 1.   | 1999 | Скоп'є, Республіка Македонія | Ґрунт    | Стівен Ранджеловік | Федеріко Бровне Ловро Зовко           | 6–1, 5–7, 7–6(8–6) |
| 2.   | 2003 | Будапешт, Угорщина           | Ґрунт    | Корнель Бардоцький | Томас Блейк Джейсон Маршалл           | 7–6(7–4), 6–0      |
| 3.   | 2003 | Любляна, Словенія            | Ґрунт    | Леонардо Аццаро    | Іван Церович Александер Слович        | 7–6(7–3), 6–3      |
| 4.   | 2003 | Оберштауфен, Німеччина       | Ґрунт    | Корнель Бардоцький | Ігнасіо Гонсалес Кінґ Рікарду Шлахтер | 4–6, 7–6(7–4), 6–2 |
| 5.   | 2003 | Будайорш, Угорщина           | Ґрунт    | Леонардо Аццаро    | Томаш Бердих Міхал Навратіл           | 6–4, 4–6, 7–6(7–3) |
| 6.   | 2004 | Рим, Італія                  | Ґрунт    | Корнель Бардоцький | Даніеле Джорджині Мануель Джоркуера   | 7–6(7–4), 4–6, 6–4 |
| 7.   | 2004 | Будапешт, Угорщина           | Ґрунт    | Корнель Бардоцький | Даніеле Браччалі Мануель Джоркуера    | 6–4, 6–2           |